# Дика банда (фільм)
«Дика банда» (англ. The Wild Bunch) — американський антивестерн 1969 року режисера Сема Пекінпи створений з використанням технології «техніколор». Вважається одним із найважливіших фільмів Нового Голлівуду. У фільмі розповідається про однойменну банду «Дика банда», яка діяла наприкінці XIX — початку XX століть на індіанській території в Канзасі, Міссурі, Арканзасі та Оклахомі. Вони грабували банки та крамниці, затримували поїзди та вбивали законодавців. Вони також були відомі як «Оклахомські довгі порохівники», за назвою плащів, в які вони одягалися.

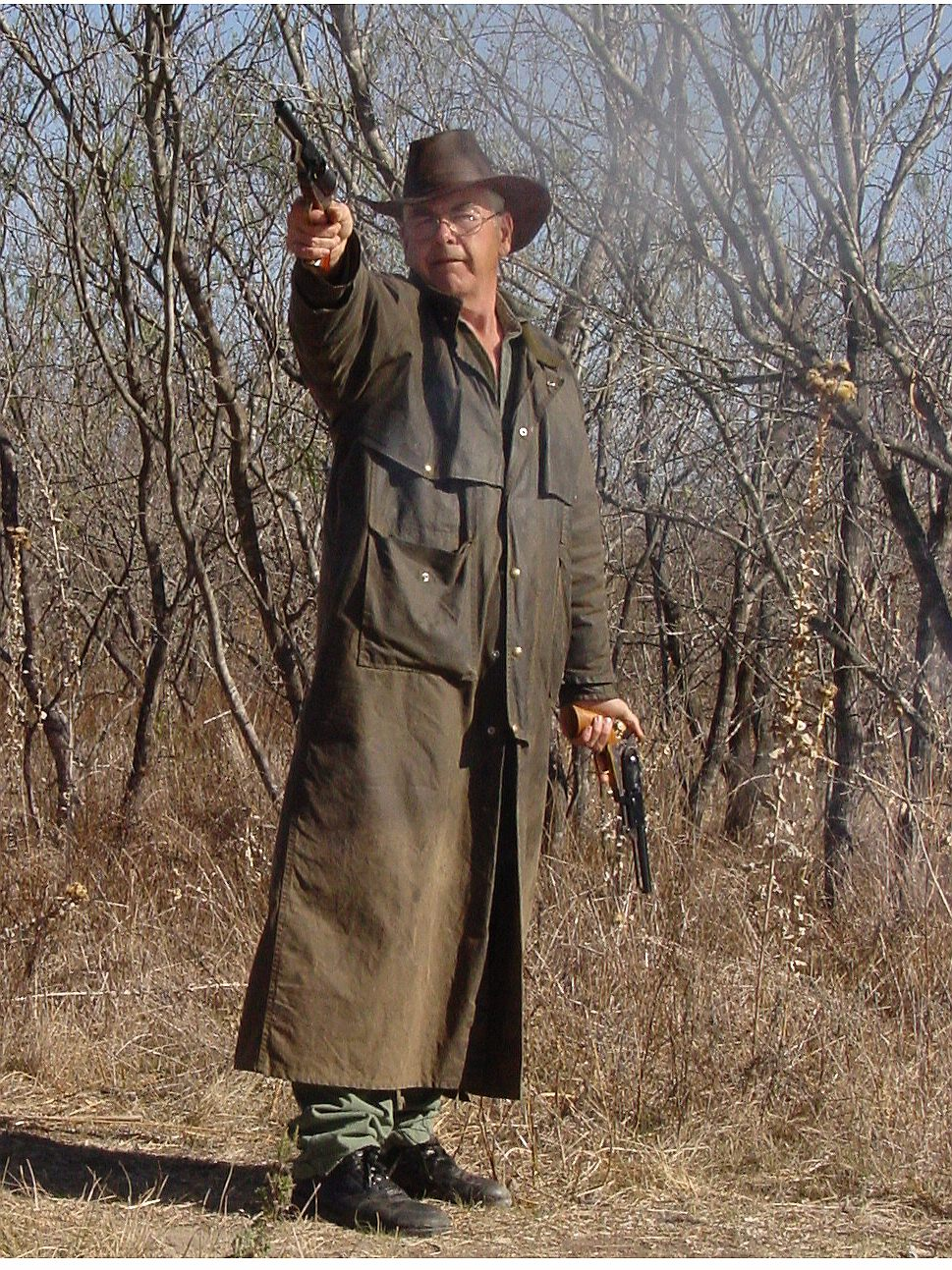
«Завойовник Заходу» одягнений у Порохівник під час історичної реконструкції подій тих часів.

## Сюжет
У фільмі розповідається про банду грубих людей поза законом на кордоні Мексики та США, яка намагається пристосуватися до мінливого світу 1913 року. Банда Пайка Бішопа (Вільям Голден) здійснює напад на залізничний офіс у техаському місті Сан-Рафаель, але потрапляє в пастку, незграбно підготовану мисливцями за головами, на чолі яких стоїть Дік Торнтон (Роберт Райан), колишній спільник Пайка, а тепер лютий ворог, який полює на нього. Вцілілі після зухвалої втечі злочинці тікають до Мексики.

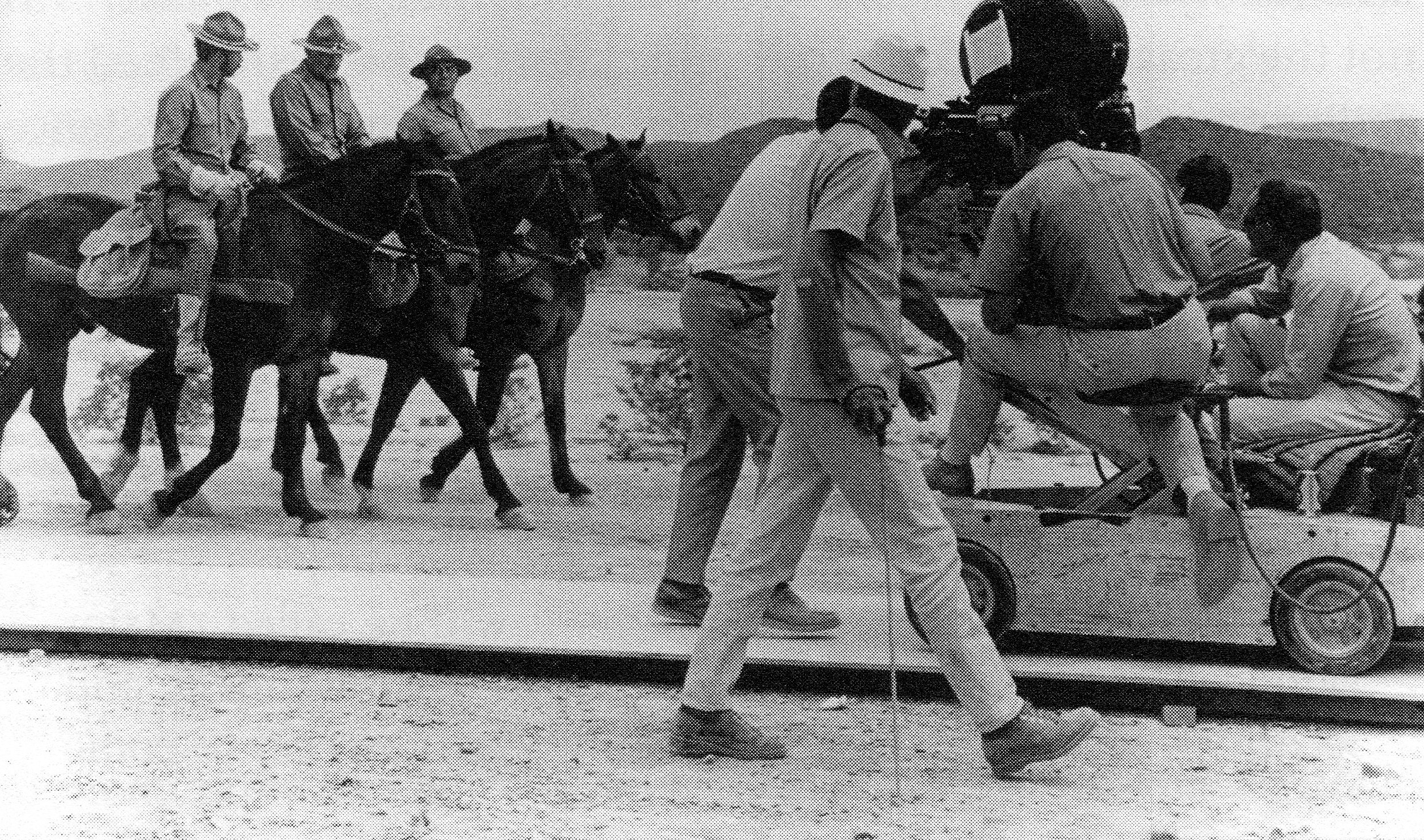
Пекінпа керує початковою сценою фільму

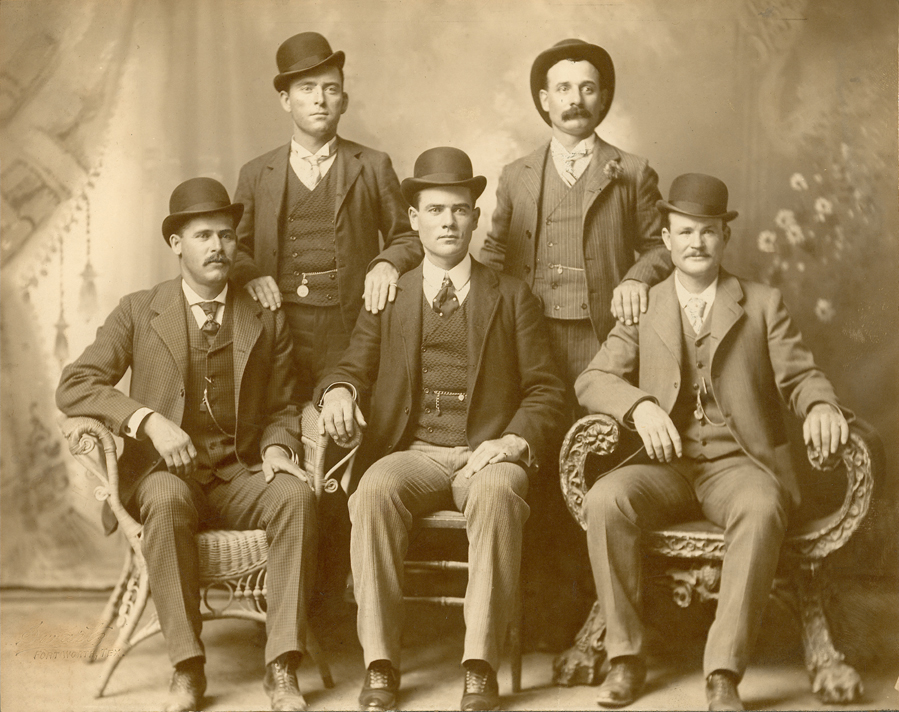
Реальні прототипи героїв фільму

У Мексиці, яку роздирає революція, Пайк Бішоп домовляється з генералом урядової армії Мапачі (Еміліо Фернандес) і зобов'язується викрасти партію зброї для нього. Пограбування успішне, банда втікає від переслідування і замітає сліди на випалених сонцем пустищах. Однак під час закриття угоди американці сумніваються — чи не варто їм стати на сторону Панчо Вільї?

## Ролі виконують

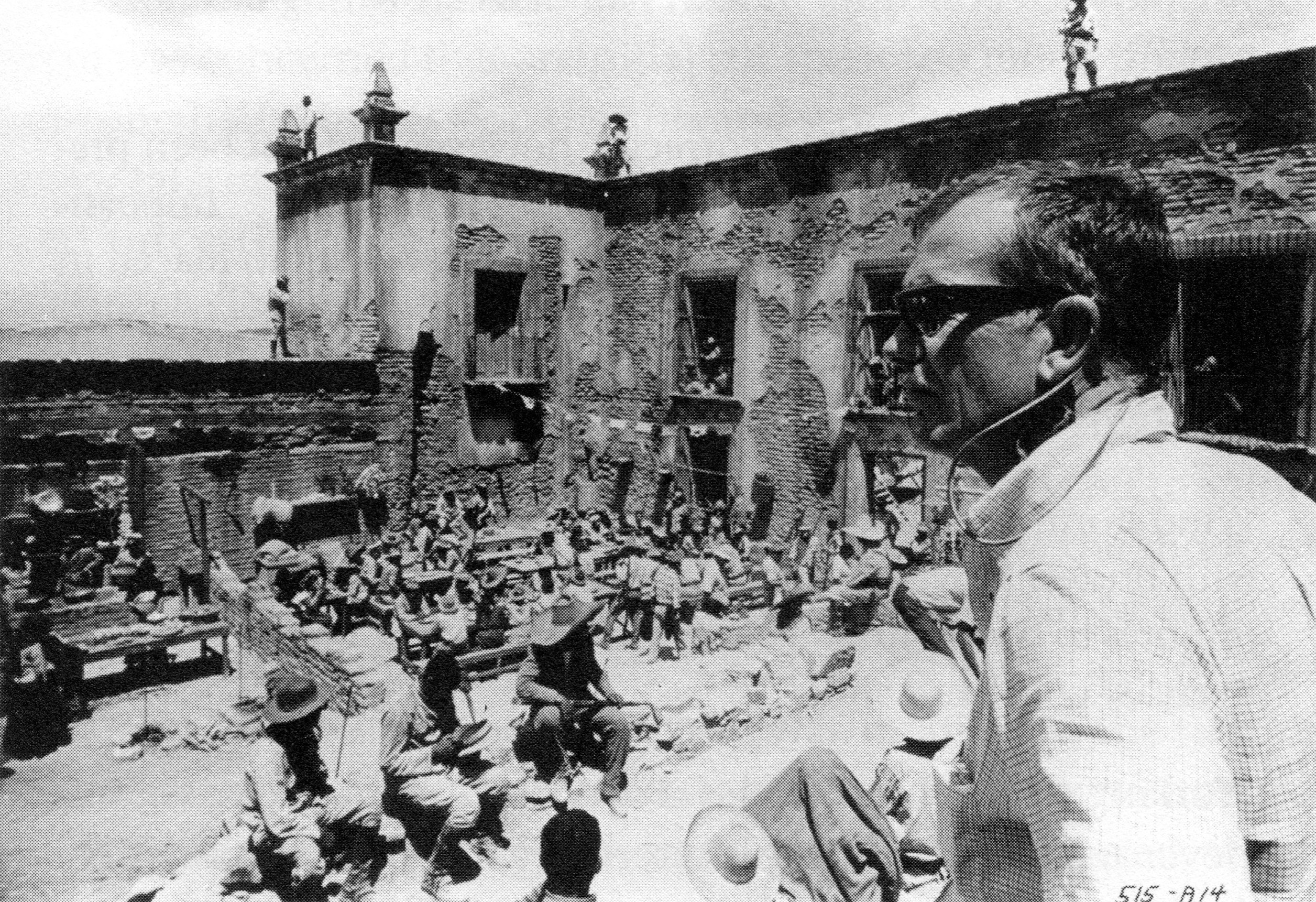
Режисер Сем Пекінпа

- Вільям Голден — Пайк Бішоп
- Ернест Боргнайн — Дач Енгстром
- Роберт Райан[en] — Дік Торнтон
- Едмонд О'Браєн — Фредді Сайкс
- Воррен Оутс[en] — Лайл Горч
- Джеймі Санчес[en] — Енджел
- Бен Джонсон[en] — Тектор Горч
- Еміліо Фернандес — генерал Мапачі
- Аврора Клавель — Аврора

## Нагороди
- 1970 Премія Національної спілки кінокритиків США:
  - Нагорода Національної спілки кінокритиків США за найкращу операторську роботу[en] — Люсьєн Баллард[en]
- 1970 : Нагороди аудіоредакторів фільмів[en]:
  - Нагорода «Золота котушка» за видатні досягнення в монтажі звуку — діалог та дублювання для художнього фільму[en]
  - Нагорода «Золота котушка» за видатні досягнення в монтажі звуку — звукові ефекти та шуми за художній фільм[en]

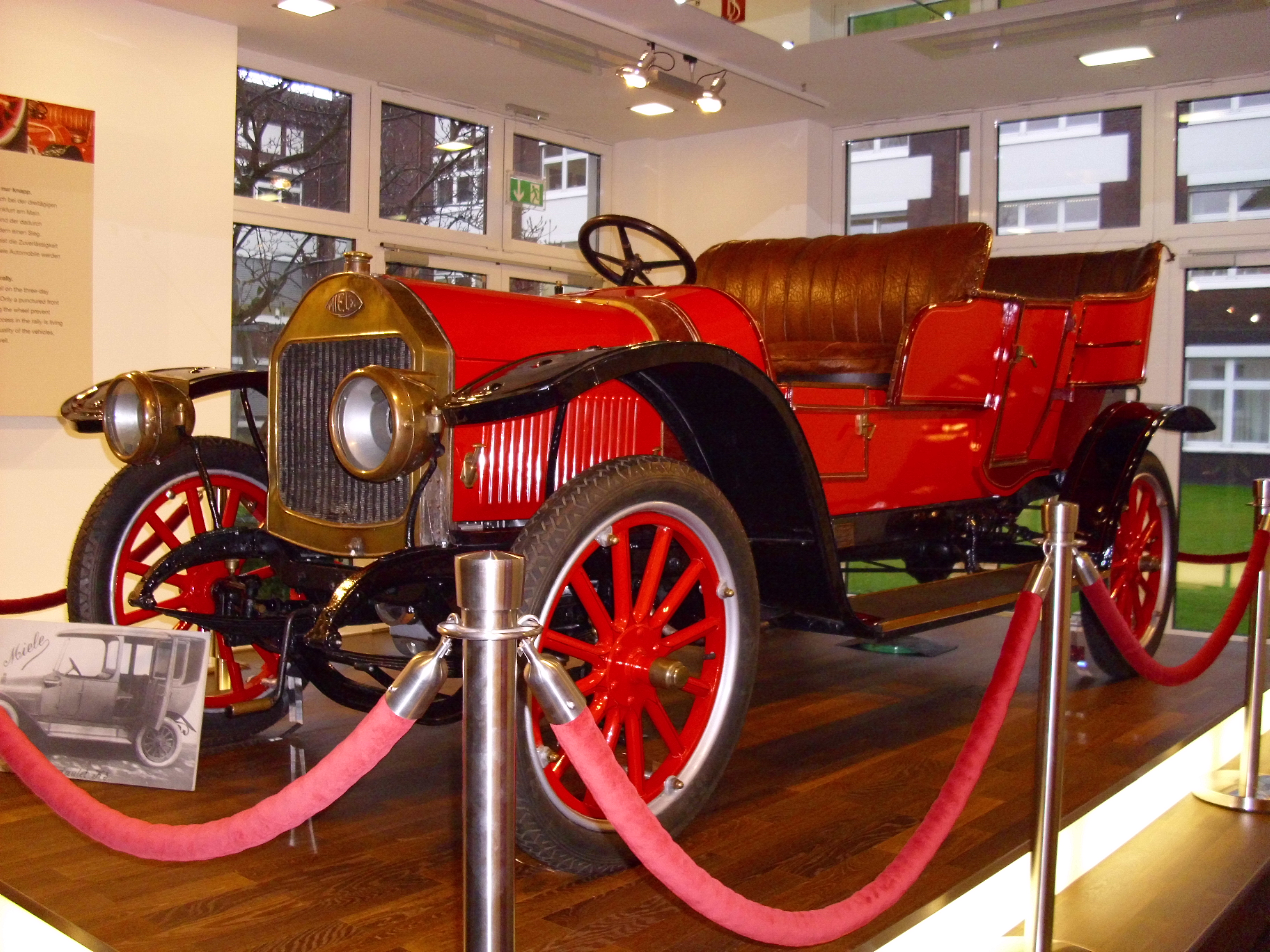
Автомобіль марки «Miele K 3» 1913 року генерала Мапачі

- 1999 Національна рада США зі збереження фільмів[en] внесла кінострічку до Національного реєстру фільмів США[1]
- 2009 Нагорода Жюля Верна:
  - Легендарні нагороди Жуля Верна — Сем Пекінпа
- 100 найкращих американських фільмів за 100 років за версією AFI — № 80
- 100 найгостросюжетніших американських фільмів за 100 років за версією AFI — № 69
- 100 найкращих американських фільмів за 100 років за версією AFI — № 79
- 10 найкращих американських фільмів у 10 класичних жанрах за версією AFI — № 6